# ماكسيم بلانشارد
ماكسيم بلانشارد (بالفرنسية: Maxime Blanchard)‏ (27 سبتمبر 1986 بألونسون في فرنسا - ) هو لاعب كرة قدم فرنسي في مركز الدفاع. لعب مع ستاد لافال ونادي إنتينت ونادي ترانمير روفرز لكرة القدم ونادي شامروك روفرز ونادي مولان ونادي بليموث أرجايل.

## وصلات خارجية
- ماكسيم بلانشارد على موقع قاعدة بيانات كرة القدم.إي يو (الإنجليزية)
- ماكسيم بلانشارد على موقع ليكيب (الفرنسية)
- ماكسيم بلانشارد على موقع Soccerbase.com (لاعب) (الإنجليزية)
- ماكسيم بلانشارد على موقع Soccerway.com (الإنجليزية)
- ماكسيم بلانشارد على موقع عالم كرة القدم.نت (الإنجليزية)
- ماكسيم بلانشارد على موقع GSA (الإنجليزية)